# Rue de l'Abbé-Boisard
La rue de l'Abbé-Boisard, ou rue de l'Abbé-Louis-Anthelme-Boisard ou simplement rue Abbé-Boisard, est une voie des 3e et 7e arrondissements de Lyon, en France. 

## Situation
Elle a pour tenant occidental la place Stalingrad et la grande rue de la Guillotière dont elle est une fourche, et oriental le boulevard Vivier-Merle. D'orientation globale mais non rectiligne du sud-ouest au nord-est, elle croise, d'ouest en est, dans le 7e arrondissement les rues Garibaldi et Victorien-Sardou puis le cours Gambetta séparant les 3e et 7e arrondissements, et enfin côté 3e arrondissement, les rues Professeur-René-Guillet et Philomène-Magnin avant de déboucher sur le boulevard Vivier-Merle où elle s'achève de biais.

## Odonymie
Cette rue rend hommage à Louis-Anthelme Boisard, prêtre, ingénieur et créateur de centres d'apprentissages, né à Lyon le 12 juin 1851 et décédé à Saint-Rambert-l'Île-Barbe, commune alors indépendante et depuis incluse dans le 9e arrondissement de la même ville, le 12 mars 1938.

## Histoire
L'auteur Maurice Vanario précise que cette voie « menant vers la plaine de Crémieu » est attestée en 1810, puis a été nommée « rue de l'Enfer » ou « rue d'Enfer », nom attesté dès 1827 et avant 1854 avant de prendre le nom de « rue de Crémieu » cette année-là ou « petite rue de Crémieu » sans plus de précision. Dans une autre notice, le même auteur précise qu'avant l'attribution à l'abbé Boisard, la rue s'appelait en dernier lieu « petite rue de Crémieu », ou « rue de Crémieu » encore auparavant et selon un plan de 1914 dénomination confirmée par certains auteurs dont Jean Pelletier, en l'honneur de la ville de Crémieu, dans le département voisin de l'Isère. Ce dernier précise que située en travers du réseau actuel, elle était un axe important avant 1835, en menant quasiment en ligne droite à la ville iséroise. Mais elle a perdu de son importance depuis et a été triplement détournée à côté de la construction du fort Montluc, par celle de la voie ferrée et enfin par la mise en place du cours de Brosses, aujourd'hui cours Gambetta, à partir des années 1860. En 1852, selon l'auteur Louis Maynard, les habitants auraient demandé que la voie soit baptisée « rue des Noyers-Greffés », en raison du fait que de tels arbres y était cultivés « depuis plus de vingt ans ». Le nom d'Abbé-Boisard est attribué à cette voie le 14 mars 1955.

## Galerie

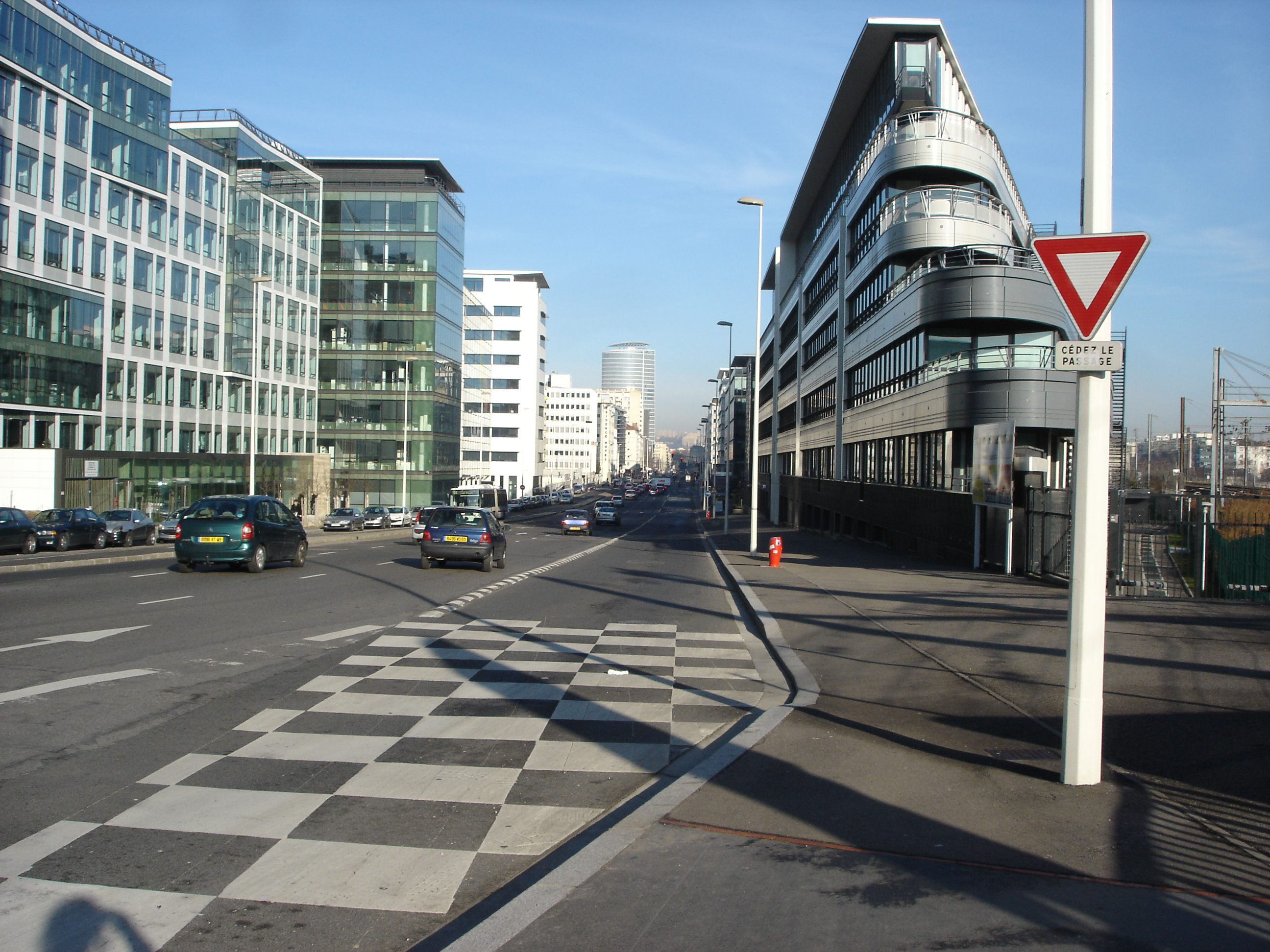
Le boulevard Vivier-Merle vu du sud, au débouché de la rue de l'Abbé-Boisard.
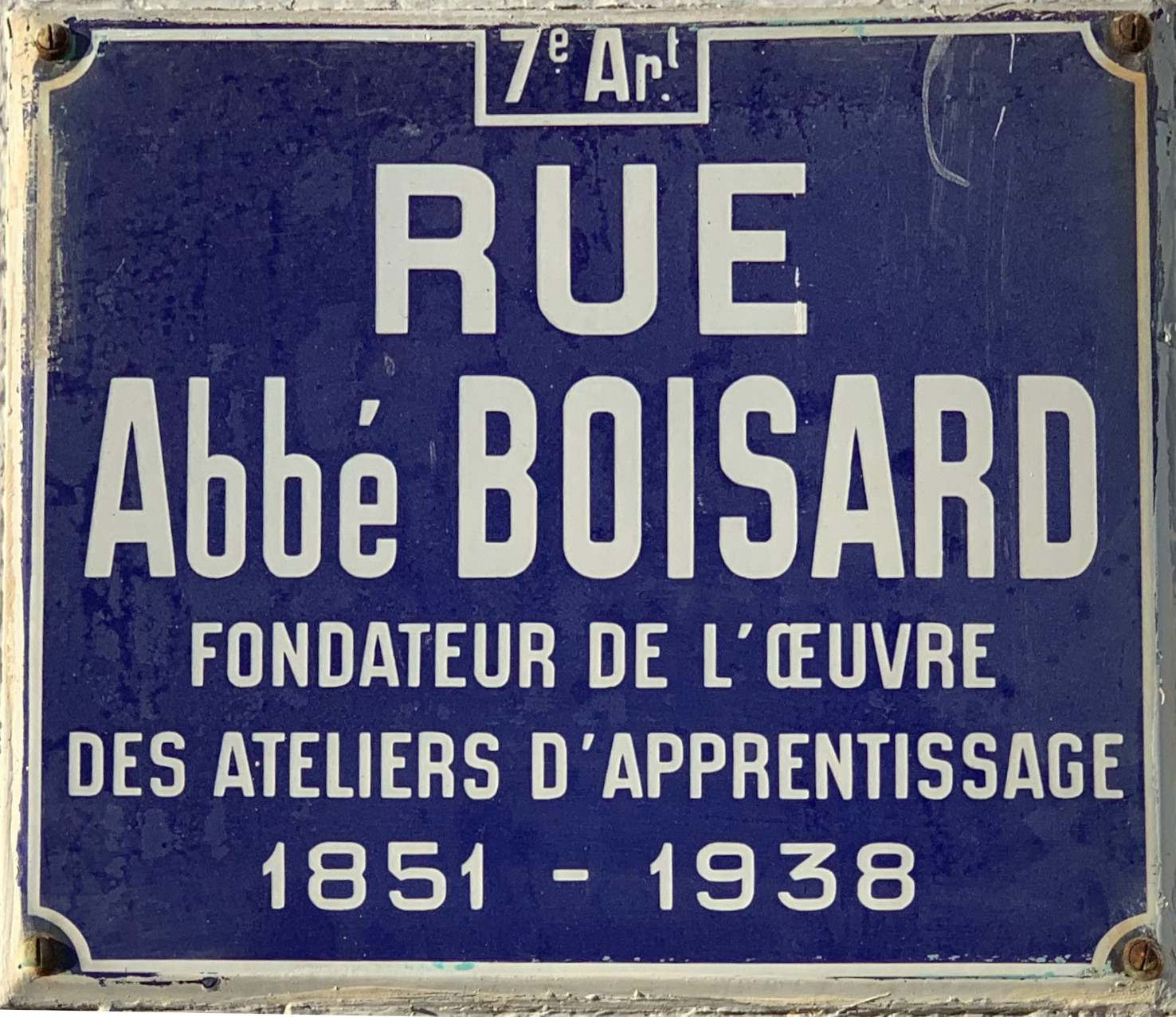
Plaque de rue avec le nom simplifié « Rue Abbé-Boisard ».